# Hungry Wives
Season of the Witch (lançado originalmente como Hungry Wives) (Brasil: Temporada das Bruxas ) é um filme de terror, produzido nos Estados Unidos em 1972, escrito e dirigido por George A. Romero.
Filmado em 1971 e lançado em 1972, o filme é sobre uma dona de casa que se envolve em bruxaria e assassinato. O filme foi filmado em Pittsburgh e no subúrbio de Forest Hills, Pensilvânia.

## Sinopse
Joan Mitchell é uma dona-de-casa suburbana desiludida com sua atual situação, incapaz de criar um elo de comunicação com a filha, e frequentemente maltratada e abusada pelo marido. Sem falar dos pesadelos cada vez mais constantes com um homem misterioso invadindo sua casa que a estão deixando ainda pior. Os seus únicos momentos de relaxamento são as reuniões com as vizinhas de vida igualmente nada interessante. Pois é numa dessas sessões de fofocas acaba sabendo de uma moradora das redondezas que é praticamente de Wicca (bruxaria). A nova forma de encarar o mundo que Joan vai aos poucos absorvendo, lhe trará a força necessária para recuperar a confiança que havia perdido em si mesma, incluindo nisso um caso com o amigo de sua filha (Raymond Laine de There’s Always Vanilla).

## Elenco
- Jan White ... Joan Mitchell
- Raymond Laine ... Gregg Williamson (como Ray Laine)
- Ann Muffly ... Shirley Randolph
- Joedda McClain ... Nikki Mitchell
- Bill Thunhurst ... Jack Mitchell
- Neil Fisher ... Dr. Miller
- Esther Lapidus ... Sylvia
- Dan Mallinger ... Sergeant Frazer
- Daryl Montgomery ... Larry
- Ken Peters ... John Fuller
- Shirlee Strasser ... Grace
- Robert Trow ... Detective Mills (como Bob Trow)
- Jean Wechsler ... Gloria
- Charlotte Carter ... Mary
- Linda Creagan... Patty